# Sphinx (software)
Sphinx è un software per le ricerche full text, progettato per l'integrazione con database basati sul SQL.
Funziona in tre modalità:
- come server stand-alone, che risponde alle richieste dei client (esattamente come i normali DBMS);
- comunicando via rete con un DBMS;
  - sfruttando i protocolli nativi di MySQL, MariaDB e PostgreSQL;
  - utilizzando ODBC con i DBMS che lo supportano;
- come plugin per MariaDB o MySQL.

Sphinx è un software libero distribuito con licenza GNU General Public License versione 2, o con licenza commerciale.
Più di 400 siti web di una certa rilevanza hanno dichiarato di utilizzare Sphinx.

## API
Per connettere un'applicazione a un demone Sphinx è possibile utilizzare SphinxAPI. Le implementazioni ufficiali di questa libreria, tutte distribuite con Sphinx, sono: PHP, Perl, Ruby e Java.
Lo storage engine SphinxSE permette di interfacciare Sphinx a MySQL e ai suoi fork. È distribuito insieme a MariaDB.
È possibile interrogare i database e modificarli utilizzando SphinxQL, un sottoinsieme di SQL.